# Ланкастер
Ланкастер (енгл. Lancaster) град је у Ланкаширу, Енглеска, Уједињено Краљевство. Смештен је на реци Лун и има популацију од око 45.952 становника. Овај град дуго постоји као центар маркетинга, културе и едукације. Ланкашир има неколико јединствених веза са Британском монархијом; династија Ланкастера је била носилац гране енглеске краљевске породице, док војводство Ланкастера носи велика имања на име Елизабете II, која је и сама војвоткиња Ланкастера. Ланкастер је добио статус града 1937. за његову дугу сарадњу са краљевском породицом.
Са историјом која се одвијала на луци и каналу, Ланкастер је древно место на којем доминира Ланкастерски замак. Такође је и град чије име носи универзитет (Ланкастер) и град у којем се налази кампус универзитета Кумбрија.

## Историја
Име града се први пут спомиње у Књизи страшног суда 1086. као Loncastre, где Lon указује на реку Лун, и castre, што је староенглески, односно латински назив за утврђење, и односи се на римско утврђење које је било на месту данашњег града.

### Римљани и Саксонци
Познато је да је постојало привремено римско утврђење на брду где је сад Ланкастерски замак. По истраживањима рађеним на новчићима научници тврде да су овде људи били настањени почетком нове ере, а да је цело утврђење било реновирано око 102. године нове ере. Још неколико пута су вршене преправке на замку, па је његова највећа површина 9-10 ара. Сматра се да је последњи пут ово место било настањено у 5. веку када је био крај римској окупацији Енглеске.
Што се тиче времена између Римљана и норманског освајања ове територије, о Ланкастеру се врло мало зна. У недостатку доказа, може се само нагађати да је Ланкастер и тада био насељен енглеском популацијом. Овај град био је на двомеђи два краљевства - Мерше и Нортамбрије, и током времена припадао је и једном и другом краљевству. Археолошки докази указују на то да је постојао манастир на месту где је данас Ланкастерски замак у периоду око 700-800. године.

### Средњовековно и модерно доба
Након норманског освајања Енглеске 1066. године, Ланкастер је пао под контролу Вилијама I, како је записано у Књизи страшног суда 1086, што је најранији документ о Ланкастеру. У овом периоду град је припадао Роџеру Појтевину.
Ланкастер је постао варошица 1193. под владавином краља Ричарда I, а његова прва повеља датира из 1193, и написана је од стране Јована, грофа од Мотрена, који је касније постао краљ Енглеске.
Ланкастерски замак, који је делом сазидан у 13. веку, а касније проширен од стране краљице Елизабете I, познат је и по суђењима вештицама 1612. Постоји прича по којој је у судници унутар дворца више људи осуђено на вешање (смртну казну) него било где на територији изван Лондона, чиме је Ланкастер добио и свој надимак - вешајући град.
Традиционални симбол ланкастерске куће је црвена ружа Ланкастера, слично као код династије Јорк, где је симбол ружа у белој боји. При грађанском рату, због ових знакова догађај је добио име рат ружа.
У скорије време овај назив се користи за ривалство спортских тимова из округа Јоркшира и Ланкашира. Такође, постоји такмичење ружа које се одржава сваке године, где се надмећу тимови ланкастерских и јоркширских универзитета.
Ланкастер је првенствено економски град, чија производња укључује храну, текстил, хемикалије, папир, синтетичка влакна, фармерске машине, минерална влакна,... Родно је место спортске марке Рибок. Скоријих година сектор за технологију се знатно проширио као резултат развоја информационих технологија и комуникација.

## Саобраћај
Аутопут М6 пронази кроз источни део Ланкастера, са чворовима 33 и 34 који воде за југ и север. Пут А6 пролази кроз град водећи јужно за Престон, Шорли и Манчестер, а северно за Карнфорт, Кендал, Пенрит и Карлајл.
А6 је главни историјски пут у Енглеској који води од севера ка југу. Тренутно спаја Лутон у Бедфордширу и Карлајл у Камбрији.
У Ланкастеру постоји железничка станица, главна линија за западну обалу. Градски аутобуски превоз - Стејџкоуч има преко 30 редовних градских линија и исто толико редовних линија које развозе до других градова у округу и целе северозападне Енглеске. 
Најближи аеродром је Блекпул, удаљен од града 34 километра.
Године 2005. Ланкастер је изабран као репрезентативан град за демонстрацију транспорта бициклима. Уведено је много побољшања за бициклисте, док није понестало новца за тај пројекат 2010. године.

## Образовање
У делу града под називом Бајлриг, на југу Ланкастера налази се универзитет за истраживања са годишњим приходима од око 184 милиона фунти. На универзитету је запослено 2.250 особа и пријављено 17.415 редовних студената. Овај универзитет је један од само две маркетиншке школе у земљи који је освојио оцену од 6 звездица за своју катедру за Физику, која је скоро именована за најбољу у Енглеској. InfoLab21 је центар у оквиру универзитета који је специјализован за информационе и комуникационе технологије. То је уједно и универзитет са највишим оценама у северозападној Енглеској. Године 2010. нашао се на десетом месту најбољих универзитета по магазину Тајмс.
Ланцактер је место кампуса универзитета Кумбрије, где постоје постдипломске студије за уметност, социјалне науке, бизнис, филолошке студије, као и студије које се тичу медицинске неге.

## Култура
Ланкастер, као историјски град нуди посетиоцима увид у културу стару вековима. У граду се могу наћи остаци џорџијанске архитектуре, Ланкастерског замка, Цркве Свете Мери и осталих историјски значајних споменика.
У граду постоје објекти која се користе за разне перформансе: Ланкастерско Гранд позориште, Војводско позориште и Јоркширска кућа. 
Ланкастер је такође град у коме се одржава ‘Игра у парку’- серија перформанса на отвореном. Простори универзитета се користе за потребе позоришта, биоскопа, изложба, разних врста игара...
Ови универзитетски простори укључују: Нуфилд позориште - једно од највећих професионалних студио-позоришта у Европи, Питер Скот галерију, Стори галерију, као и многе музеје.
У граду се током године оржава џез фестивал, Меритајм фестивал и прослава поводом кинеске нове године. Сваког новембра, у Ланкастеру се може видети и највећа представа са ватрометима на целом северозападу Енглеске.

## Партнерски градови
- Перпињан[17]
- Лублин[18]
- Вијана до Кастело
- Алмере
- Олборг[19]
- Рендсбург
- Векше